# Любецький з'їзд 1097
Лю́бецький з'їзд — з'їзд князів Київської Русі, що проходив у листопаді 1097 року в місті Любечі, ініціатором якого був син Всеволода Володимир Мономах, з метою домовитися про припинення міжусобиць і об'єднання для боротьби проти половців, які плюндрували руські землі.

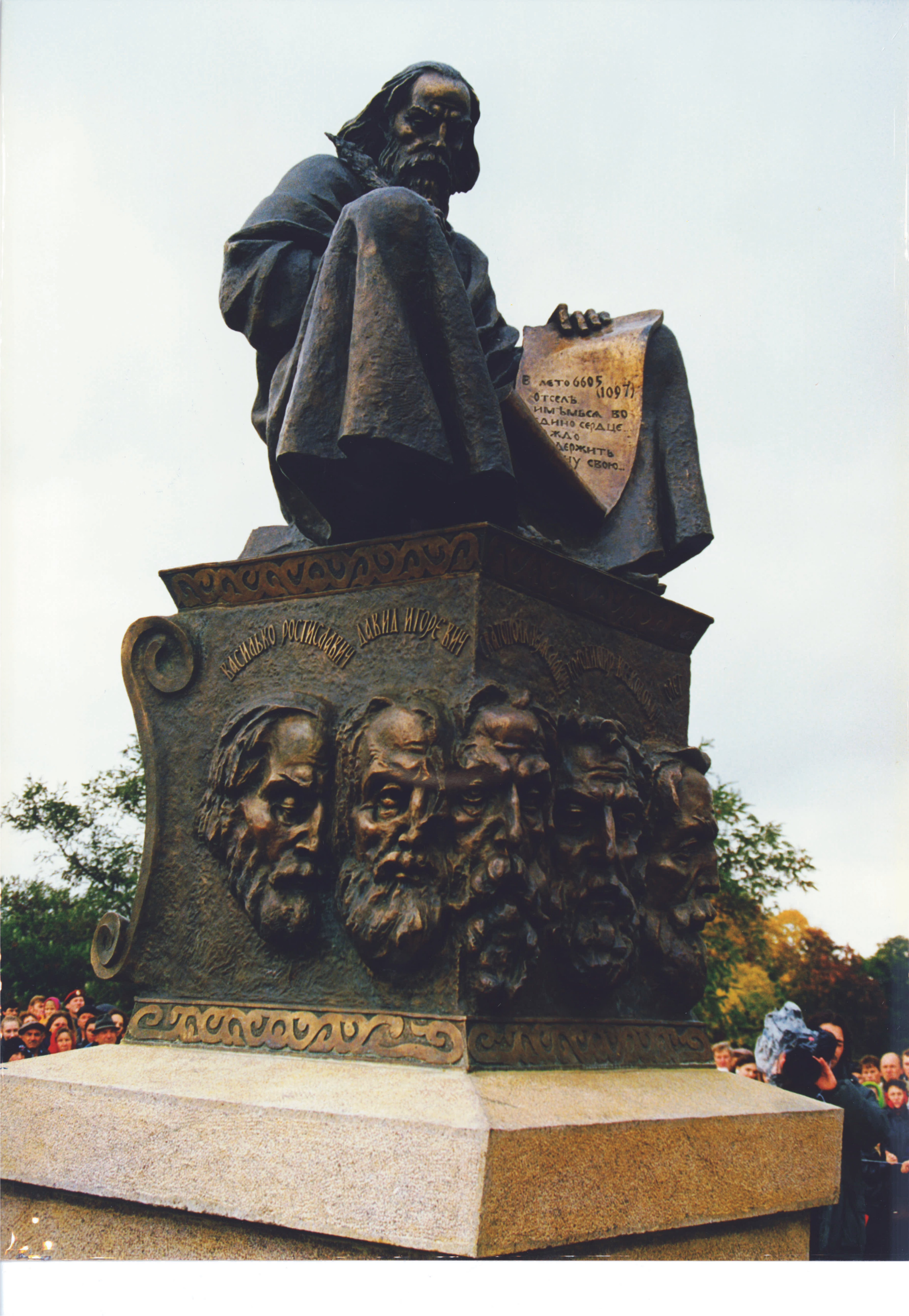
Пам'ятник Любецькому з'їзду (1997), скульптор Єршов Геннадій

## Учасники
Учасниками Любецького з'їзду були великий князь київський Святополк Ізяславич, переяславський князь Володимир Мономах, смоленський князь Давид Ігорьович, теребовлянський князь Василько Ростиславич. На З'їзді князі домовились про припинення міжусобних війн і проголосили засаду вотчинності, на підставі якої кожний князь мав володіти тими землями, що ними володів його батько, і зобов'язувався не зазіхати на володіння інших князів. Святополк Ізяславич як старший отримав Київ з Туровом і Пінськом та титул великого князя; Володимир Мономах — Переяславське князівство і Суздальсько-Ростовську землю; Олег і Давид Святославичі — Чернігів і Сіверську землю, Рязань і Тмуторакань; Давид Ігорьович — Володимир з Луцьком; Василько Ростиславович (з братом Володарем) — Теребовлю, Червен і Перемишль.

## Рішення
Любецький з'їзд формально зафіксував перетворення одної суцільної держави на своєрідну конфедерацію напівнезалежних держав, які для полагодження спільних справ скликали княжі з'їзди. Любецький з'їзд вирішив також відбути спільний похід проти половців. Постанови з'їзду було закріплено спільною присягою присутніх князів. Однак з'їзд не зміг припинити княжі міжусобиці. Вони знову почалися одразу ж після його закінчення. Осліплення володимирським князем Давидом Ігорьовичем зі згоди Святополка теребовлянського князя Василька Ростиславича привело до нової міжусобної війни. Для її припинення Володимир Мономах скликав Витичівський з'їзд.
Літопис Руський:
І говорили вони (князі) один одному, кажучи: «Пощо ми губимо Руську землю, самі проти себе зваду маючи? А половці землю нашу розносять і раді є, що межи нами війна донині. Відтепер з'єднаймося в одне серце і обережімо Руську землю. Кожен хай держить отчину свою!». І на цім вони цілували хреста: «А якщо відтепер хто на кого встане, то проти того будемо ми всі і чесний хрест».